# All For One Caribbean 2013
All For One Caribbean 2013 fue la primera edición de All For One Caribbean. El concurso se llevó a cabo el 21 de octubre con un total de 9 países participando en el concurso inaugural.  El ganador de la competencia ganó $5,000 y el Trofeo Jeff Joseph. Los cantantes que participaron en el concurso fueron seleccionados por el Ministerio de Turismo o Asociación de Músicos Profesionales de sus respectivos países.

## Formato
La competencia consta de una final, los cantantes de cada país interpretan dos canciones, la primera canción no debe exceder los 80 latidos por minuto y la segunda canción debe tener menos de 120 latidos por minuto en tempo, la canción debe reflejar el estilo musical de su país..  La votación la realiza un jurado de cada uno de los países participantes, los jurados puntúan sobre un total de 100 puntos y no pueden votar por su propio país.

## Final
La final tuvo lugar el 21 de octubre de 2013:
| Draw | País                 | Idioma           | Artista          | Canción                | Traducción            | Posición | Points |
| ---- | -------------------- | ---------------- | ---------------- | ---------------------- | --------------------- | -------- | ------ |
| 1    | Barbados             | Inglés           | Joshua Gay       | "This Is Me"           | Este soy yo           | 6        | 564    |
| 2    | Cuba                 | Inglés           | Luna Manzanares  | "Someone Like You"     | Alguien como tú       | 5        | 567    |
| 3    | Dominica             | Inglés           | Joy Stoute       | "Let Me Love You"      | Déjame amarte         | 8        | 552    |
| 4    | Haiti                | Criollo Haitiano | Darline Desca    | "Pwofesi"              | Profecía              | 3        | 590    |
| 5    | Martinique           | Francés          | Loraine Zacharie | "Lumina"               | –                     | 2        | 617    |
| 6    | República Dominicana | Inglés           | Anya Acosta      | "To love you more"     | Para amarte más       | 9        | 528    |
| 7    | Santa Lucia          | Inglés           | Mongstar         | "St Lucia We Love You" | Santa Lucia te amamos | 1        | 622    |
| 8    | Saint Martin         | Inglés           | Oswald           | "Mi Vida"              | –                     | 7        | 553    |
| 9    | Trinidad & Tobago    | Inglés           | Fireball         | "Yes You Are"          | Si tu eres            | 4        | 588    |
| 10   | Barbados             | Inglés           | Joshua Gay       | "A Voice In My Head"   | Una voz en mi cabeza  | 6        | 564    |
| 11   | Cuba                 | Español          | Luna Manzanares  | "El Son"               | –                     | 5        | 567    |
| 12   | Dominica             | Inglés           | Joy Stoute       | "Protogez"             | –                     | 8        | 552    |
| 13   | Haiti                | Criollo Haitiano | Darline Desca    | "A Plein Temps"        | Tiempo Completo       | 3        | 590    |
| 14   | Martinica            | Francés          | Loraine Zacharie | "Misie A"              | –                     | 2        | 617    |
| 15   | República Dominicana | Español          | Anya Acosta      | "Mi Realidad"          | –                     | 9        | 528    |
| 16   | Saint Lucia          | Inglés           | Mongstar         | "Glo Koko"             | –                     | 1        | 622    |
| 17   | Saint Martin         | Inglés           | Oswald           | "My Baby Yolo"         | Mi Bebe Yolo          | 7        | 553    |
| 18   | Trinidad & Tobago    | Inglés           | Fireball         | "Baby"                 | Bebé                  | 4        | 588    |

## Miembros de jurado
Los siguientes fueron los miembros del jurado por su respectiva nación:
- Barbados – Ron David
- Cuba – Gloria Occhoa
- Dominica – Marie McCarthy
- República Dominicana – Andrea Medina
- Haití – Melina Sanders
- Martinica – David Rodap
- Saint Martin – Maliana Maxwell
- Saint Lucia – Carmy Joseph
- Trinidad y Tobago – Trycia Moore

## Transmisión internacional
Cada una de las islas participantes no está representada por una emisora nacional, se transmite regionalmente en Caribvision, así como en los siguientes canales nacionales:
- Martinica – Martinique 1
- Saint Martin – MSR TV[5]